# Masicera expergita
Masicera expergita là một loài ruồi trong họ Tachinidae.